# Jeff "Swampy" Marsh

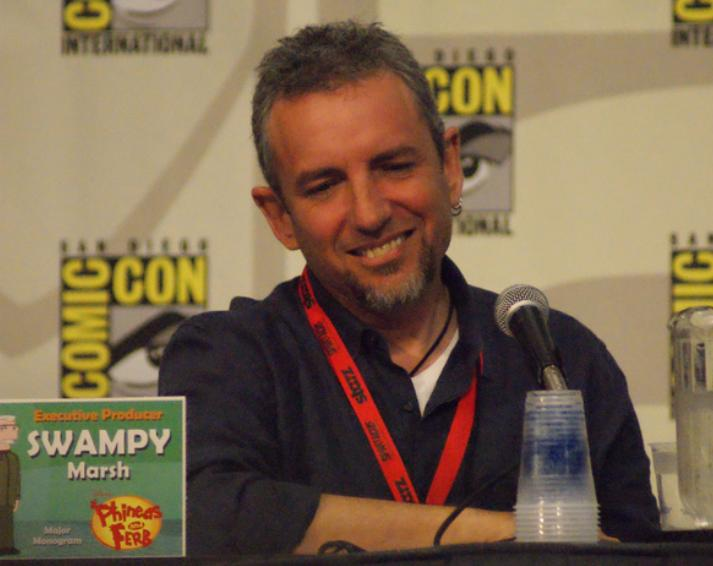
Jeff Marsh op de Comic Con International in 2009

Jeff "Swampy" Marsh (Santa Monica, 9 december 1960) is een Amerikaans televisieregisseur, schrijver, en producent, die vooral bekend is als medebedenker van de series Phineas and Ferb en Milo Murphy's Wet. In de eerstgenoemde serie spreekt hij tevens de stem van het personage majoor Francis Monogram in. Verder werkte hij aan series als The Simpsons, King of the Hill, Rocko's Modern Life, en Postman Pat. Zijn bijnaam "Swampy" kreeg hij tijdens zijn verblijf in Engeland, en hij besloot deze naam permanent aan zijn echte naam toe te voegen.

## Biografie
Jeff Marsh werd geboren in Santa Monica en groeide op in een groot stiefgezin. Hij bracht zijn zomers altijd door met zo veel mogelijk verschillende activiteiten. Verder was zijn familie erg muzikaal. Marsh leerde zelf de trombone, banjo, gitaar en trompet spelen.
Op zowel de middelbare school als hogere school volgde Marsh lessen in architectuur en nam hij deel aan enkele theaterproducties. Als volwassene richtte hij zich eerst op een baan in de computerindustrie. Hij schopte het tot verkoop- en marketingsmanager maar vond dit volgens eigen zeggen geen leuk werk. Daarom stopte hij en besloot in de animatie-industrie te gaan werken. Hij wist een baantje te bemachtigen bij The Simpsons, waar hij tevens Dan Povenmire leerde kennen. Samen met Povenmire maakte hij in 1993 de overstap naar de serie Rocko's Modern Life. Tijdens hun samenwerking aan deze serie bedachten ze het concept voor de serie Phineas en Ferb, Marsh verwerkte veel elementen uit zijn eigen jeugd in deze serie.
Geen enkele studio wilde de serie in productie nemen en Marsh en Povenmire gingen elk hun eigen weg. Marsh werd in 1997 storyboardontwerper voor de serie King of the Hill. Rond dezelfde tijd verhuisde hij naar Londen, waar hij gedurende zes jaar meewerkte aan series als Postman Pat en Bounty Hamster. In 2005 zocht Povenmire weer contact met Marsh, met de mededeling dat hij hun idee voor Phineas en Ferb had verkocht aan The Walt Disney Company. Marsh verhuisde hierop terug naar de Verenigde Staten om zich samen met Povenmire geheel op deze serie te storten. De serie bleek een schot in de roos.
Marsh woont tegenwoordig in Venice. Hij heeft twee kinderen en vier kleinkinderen. Verder houdt hij van surfen.